# Dodekanol
Dodekanol (1-dodekanol, dodekan-1-ol, dodecil alkohol, lauril alkohol) je masni alkohol. Dodekanol je bezbojna, u vodi nerastvorna tečnost sa tačkom topljenja od 24 ° i tačkom ključanja 259 °. On ima miris cveća. On se može dobiti iz masnih kiseline iz palminih koštica ili kononasovog ulja i metil estara putem redukcije.
Dodekanol se koristi u proizvodnji surfakanata, mazivnih ulja, lekova, u pravljenju monolitičkih polimera i kao začin za hranu.
U kozmetici se dodekanol koristi kao ovlaživač.

## Toksičnost
Dodekanol je blag iritant kože. On ima polovinu nivoa toksičnosti etanola, ali je veoma štetan za morske organizme.

## Uzajamna rastvorljivost dodekanola i vode
Uzajamna rastvorljivost 1-dodekanola i je kvantifikovana.
| Temperatura, °        | Rastvorljivost dodekanola u vodi | Rastvorljivost vode u dodekanolu |
| --------------------- | -------------------------------- | -------------------------------- |
| 29.5                  | 0.04                             | 2.87                             |
| 40.0                  | 0.05                             | 2.85                             |
| 50.2                  | 0.09                             | 2.69                             |
| 60.5                  | 0.15                             | 2.96                             |
| 70.5                  | 0.09                             | 2.70                             |
| 80.3                  | 0.14                             | 2.89                             |
| 90.8                  | 0.18                             | 2.96                             |
| standardna devijacija | 0.02                             | 0.01                             |